# Ever Dream
«Ever Dream» (en español: «¿Has soñado?») es el sexto sencillo de la banda finlandesa de metal sinfónico Nightwish y fue lanzado el 3 de mayo del año 2002 como el primer single de su cuarto álbum en estudio Century Child, el cual se convirtió en disco de oro sólo en dos días, lo que permitió al sencillo alcanzar rápidamente el puesto #1 de los rankings fineses. Posteriormente alcanzaría el estatus de disco de platino por haber vendido más de 10 000 copias.
Fue compuesto por el teclista Tuomas Holopainen y tiene un estilo que acerca el heavy metal y la ópera que se iría diluyendo en futuras obras de la banda. La letra toca temas románticos entre Holopainen y otra persona, que el propio compositor nunca llegó a desvelar, aunque los aficionados del grupo no dudan en señalar a Turunen, la cantante original, como destinataria del mensaje.

## Actuaciones en directo
Durante la interpretación del tema en conciertos, la introducción se toca de manera diferente, con la voz acompañada exclusivamente por el teclado, tras lo que se une el resto de miembros.
A pesar de que Ever Dream fue compuesta para la voz de Tarja Turunen, que usaba un tono menos inclinado hacia la ópera que en otros trabajos anteriores, tales como Sacrament of Wilderness, el grupo seguiría tocándola tanto con Anette Olzon como con Floor Jansen.
Con todo, Olzon tuvo que modificar alguna nota de la canción para adaptarla mejor a su voz, algo de lo que el grupo tenía conocimiento desde el principio, ya que fue el tema elegido por ella misma para su audición tras la salida de Tarja, siendo esta su canción preferida de la banda del periodo anterior a su llegada.

## Recepción y crítica
De acuerdo con el análisis del musicólogo griego Charris Efthimiou, "Ever Dream" es el perfecto ejemplo de como Nightwish consigue entremezclar una profundidad emocional con estructuras musicales complejas. La temática de la canción transmite un sentido de deseo y pertenencia, amplificado por los arreglos orquestrales y los cambios dinámicos en la melodía.
En "Once Upon a Nightwish", el biógrafo del grupo Mape Ollila escribe sobre temas recurrentes en la música de Nightwish, incluyendo la interacción entre la fantasía y la realidad. "Ever Dream" es un buen ejemplo de esta tendencia al crear una atmósfera de ensueño a través de su contenido lírico y su composición musical.
El estudio realizado por Anna Svetlova en "Studia de Cultura" explora los elementos románticos y poéticos de la musica de Nightwish, siendo "Ever Dream" un ejemplo clave. Asimismo, la investigación de J. Kaaresalo sobre el trasfondo religioso en los trabajos de Nightwish señala la perspectiva espiritual presente en "Ever Dream", indicando también la intrincada orquestación y la poderosa voz como causantes de que esta canción ocupe un lugar destacado en la discografía de la banda.

## Lista de canciones[15]
1. «Ever Dream»
2. «The Phantom of the Opera»
3. «The Wayfarer»

## Plagio
El rapero francés de origen tunecino Tunisiano generó polémica con su tema «Je porte plainte» ("Me quejo"), no por el contenido de su letra sino por su música. El instrumento en conflicto de propiedad intelectual es la pieza donde Tunisiano, reutilizó la melodía de Ever Dream, sin que Tunisiano haya pedido ninguna autorización previa. Nuclear Blast, la discográfica de Nightwish, presentó una queja por plagio reclamando daños y perjuicios.